# Charles Dickens
Charles John Huffan Dickens FRSA (Landport, Portsmouth, Anglaterra, 7 de febrer de 1812 – Gads Hill Place, Higham, Kent, Anglaterra, 9 de juny de 1870) va ser un escriptor anglès en llengua anglesa, amb múltiples adaptacions al cinema de les seves obres i referències en la cultura popular.
Durant la seva carrera, va escriure moltes novel·les que van ser molt populars i van desplegar la seva rica imaginació i genial ironia. Actualment és tractat com un dels novel·listes més grans de l'era victoriana i les seves obres són documents importants per conèixer la vida d'aquella època.
Els crítics han celebrat la seva mestria en la prosa, la seva capacitat d'inventar personatges memorables i el seu poder de sensibilització social. Tot i això, tot sovint ha rebut crítiques per l'excés de sentimentalisme, els esdeveniments improbables i els personatges grotescos.

## Biografia
Quan tenia cinc anys, la família es va traslladar a Chatham (Kent). Va assistir a l'escola primària dels set als dinou anys. La seva família era de classe mitjana, però la seva situació econòmica va empitjorar quan el pare va ser empresonat. Va aprendre a llegir gràcies a la mare, que va fer servir per ensenyar al seu fill unes quantes obres clàssiques propietat del pare, John Dickens (agost 11, 1785-1703 31, 1851). John Dickens fou el model per al senyor Micawber en l'obra semiautobiogràfica del seu fill, la novel·la David Copperfield. El fill de William Dickens (1719-1785) i Ball Isabel (1745-1824), John Dickens era un empleat de l'oficina de pagaments de la Royal Navy a Portsmouth, a Hampshire. El 13 de juny 1809, a St Mary-le-Strand, Londres, es va casar amb Elizabeth Barrow, amb qui va tenir vuit fills. Més tard, va ser traslladat a Londres i després a Chatham. Va tornar a viure a Camden Town, a Londres, el 1822, per treballar a Somerset House. Per a John Dickens, era difícil mantenir la seva creixent família amb els seus escassos ingressos. Aviat els seus deutes s'havien tornat tan greus que tots els articles d'ús domèstic es van vendre en un intent per pagar els seus comptes.
La família de Dickens va recuperar l'estabilitat econòmica a causa d'una inesperada herència. A partir d'això, Dickens va ser enviat a un centre docent de Hampstead Road, on va romandre dos anys. La seva adolescència, la va passar treballant com a ajudant d'un advocat (1827), freqüentant les biblioteques del Museu Britànic, aprenent taquigrafia i, finalment, treballant en la redacció del Morning Chronicle a partir de l'any 1828. Al voltant d'aquells anys va publicar, sota el pseudònim de Boz, diversos articles inspirats en la vida diària de Londres, acompanyats d'il·lustracions de Cruikshank i amb el títol Sketches by Boz. Aquell mateix any va casar-se amb Catherine Hogarth, amb qui tindria 10 fills. Va veure com es publicava la seva obra The posthumous papers of the Pickwick Club (Els papers pòstums del club Pickwick), nou lliuraments l'any 1836 i onze més l'any 1837. La seva obra següent és Oliver Twist (1837-38).

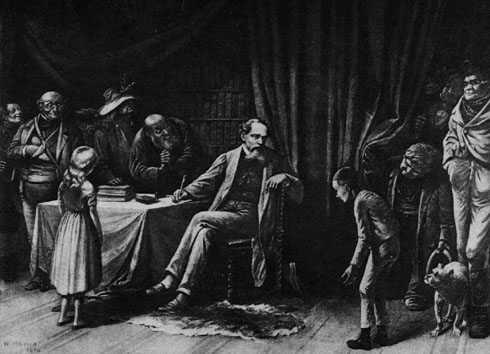
Charles Dickens i els seus personatges

Gràcies a les obres que anava publicant, Dickens anava agafant prestigi. L'any 1841, va ser condecorat com a fill adoptiu de la ciutat d'Edimburg i va viatjar als Estats Units d'Amèrica l'any 1842, on es va trobar amb una gran rebuda. Allà, però, va trobar els mateixos vicis que a Anglaterra, de manera que va publicar aquell mateix any una obra amb la qual es va guanyar el rebuig de la societat dels Estats Units d'Amèrica i va significar a Anglaterra el primer fracàs important de la seva carrera: American Notes. No obstant això, va tornar a rebre el suport del públic gràcies a l'obra Cançó de Nadal (A Christmas Carol).
La seva novel·la Dombey and Son (1846-48) va significar un canvi en el mètode de treball: va passar de la improvisació a la completa planificació, cosa que va poder fer gràcies al coneixement dels recursos estilístics que havia aconseguit. L'any 1850 va fundar Household Words, en què es publicaven textos d'autors poc coneguts, i en què va publicar Hard Times (Temps difícils, 1854). Bleak House (El Casalot) fou publicada per Bradbury & Evans en fascicles mensuals (1852-53).

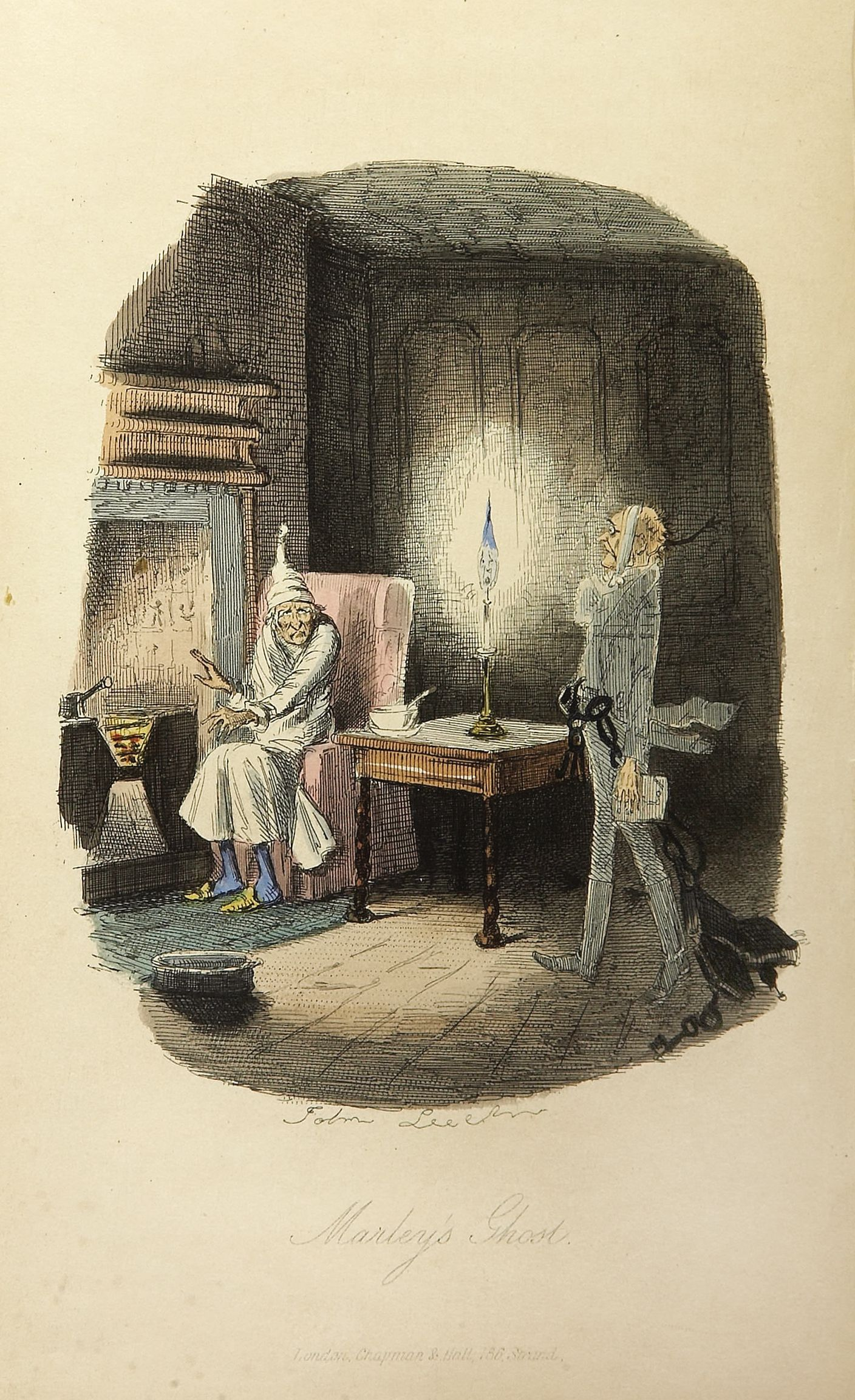
Il·lustració que apareix a la primera edició de la Cançó de Nadal

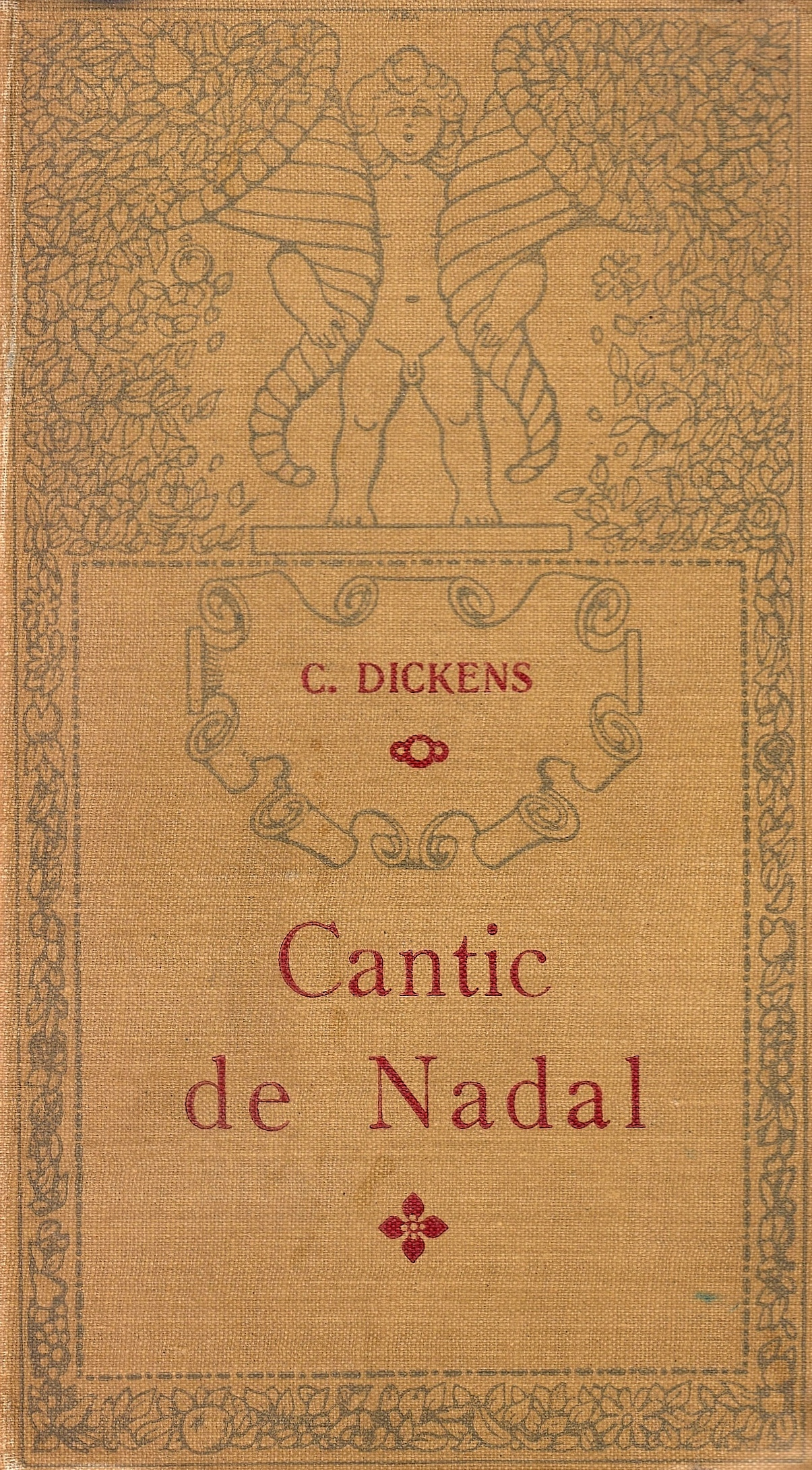
Càntic de Nadal o Cançó de Nadal (A Christmas Carol) de Charles Dickens en una traducció catalana publicada a Barcelona l'any 1910 dins la col·lecció Biblioteca de El Poble Català

Dickens estava sotmès a una gran càrrega de treball destinada a satisfer els seus lectors, i va caure en crisi. Es va produir una ruptura amb els seus editors perquè va exigir una millor remuneració i li va ser denegada. Després d'això, va iniciar una sèrie de viatges a Itàlia, Suïssa i França. Quan va retornar a Anglaterra, obligat per les noves circumstàncies econòmiques, va desenvolupar activitats d'altres camps: va organitzar representacions teatrals, va fundar el Daily News, va fer d'actor i va donar conferències.
Cap a l'any 1850, la salut de Dickens havia empitjorat, situació agreujada per la mort del seu pare, una filla i la seva germana. L'escàndol públic que va constituir el seu suposat enamorament d'una actriu de 18 anys que es deia Ellen Teman, del qual va intentar defensar-se mitjançant una nota al Daily News, va contribuir a la seva ruptura amb Katherine. Des d'aleshores, Dickens va canviar de caràcter de manera dràstica. Va continuar, però, donant conferències i escrivint. Va realitzar una gira pels Estats Units d'Amèrica l'any 1867, i l'any 1870 va aparèixer el primer lliurament mensual d'una novel·la que mai no es completaria: The Mystery of Edwin Drood.

### Mort
El 8 de juny de 1870, Dickens va patir un accident vascular cerebral a casa, després d'un dia de treball a Edwin Drood. L'endemà, el 9 de juny, cinc anys després de l'accident ferroviari a Staplehurst, el 9 de juny de 1865, va morir a Gads Hill, sense haver recuperat la consciència. Contràriament al seu desig de ser enterrat a la catedral de Rochester "d'una manera senzilla, sense ostentació, i estrictament privada", va ser enterrat al Racó dels Poetes de l'abadia de Westminster. Un epitafi imprès distribuït en el seu funeral deia: "A la memòria de Charles Dickens (autor més popular d'Anglaterra), que va morir a la seva residència, Higham, prop de Rochester, Kent, 9 de juny de 1870, de 58 anys, era un simpatitzant dels pobres, els que pateixen i els oprimits... i per la seva mort, un dels més grans escriptors d'Anglaterra s'ha perdut per al món". Les últimes paraules de Dickens, segons informa el seu obituari en The Times, varen ser:
| « | Sigues natural, fill meu. Perquè l'escriptor que és natural ha complert totes les regles de l'art. | » |

El diumenge 19 de juny de 1870, cinc dies després de la inhumació de Dickens a l'abadia, el degà Arthur Penrhyn Stanley va pronunciar un memorial, elogiant "el genial i estimat humorista al que ara plorem", per mostrar amb el seu propi exemple que "fins i tot en el tracte amb els més foscos escenaris i els personatges més degradats, el geni podria estar net, i l'alegria podria ser innocent." Referint-se a les flors naturals que adornen la tomba del novel·lista, Stanley va assegurar als presents que "el punt a partir de llavors seria alguna cosa sagrada tant en el Nou Món com en el Vell, com la del representant de la literatura, no d'aquesta illa única, sinó de tots els que parlen la nostra llengua anglesa".
Dickens va deixar estipulat que no s'erigís cap monument en el seu honor. L'única estàtua de bronze de mida natural de Dickens, aixecada el 1891 per Francis Edwin Elwell, es troba a Clark Park, al barri de Spruce Hill de Filadèlfia, Pennsilvania, als Estats Units. El sofà en què va morir es conserva al Museu Casa Natal de Dickens a Portsmouth.

## Estil
Charles Dickens s'emmarca dins el realisme, ja que intentava plasmar els diferents tipus de la seva societat en la ficció mitjançant l'observació. Com altres escriptors realistes, presenta tipus de classe baixa i marginal, amb una funció de denúncia social. Destaquen també les seves descripcions d'ambients, especialment els diferents interiors i carrers de Londres. Barreja la ironia amb l'estil afectat, però buscant sempre la senzillesa i la facilitat de lectura. Se l'ha acusat de maniqueisme, ja que presenta els protagonistes idealitzats i incapaços de veure's corromputs moralment malgrat la pobresa, mentre que l'antagonista de cada obra apareix satiritzat amb els trets més durs.
Un dels temes preferits de Dickens és la infància, que apareix com la principal víctima de les desigualtats de l'època victoriana i de l'auge de la revolució industrial (la majoria de nens de les seves obres treballen i busquen permanentment diners, un altre tema recurrent). La infància esdevé sinònim d'innocència i possibilitat, i té abundància d'elements biogràfics del mateix autor. Els finals feliços es deuen a la casualitat i la providència, en sintonia amb el cristianisme que professava l'escriptor, que creia en la justícia divina per compensar els nascuts en circumstàncies desfavorables si es mantenien fidels a la moral (per aquest motiu, moltes de les obres es poden titllar de melodrama i conserven elements del romanticisme).

### Elements autobiogràfics
Tots els autors incorporen elements biogràfics en les seves ficcions, però amb Dickens això és molt notable, fins i tot quan temia amagar el que ell considerava el seu vergonyós i humil passat.
David Copperfield és una de les més clares autobiografies, però les escenes d'El casalot d'interminables casos de la cort i arguments legals van poder venir només d'un periodista que va haver de reportar. La mateixa família de Dickens va ser enviada a la presó per pobresa, un tema comú en molts dels seus llibres, i la detallada descripció de la vida a la presó de Marshalea en Little Dorrit és deguda a les pròpies experiències de Dickens en aquella institució.
La petita Nell, en The Old Curiosity Shop, és un pensament que representa la seva pròpia cunyada; el pare de Nicholas Nickleby i Wilkins Micawber són, amb seguretat, el mateix pare de l'autor, així com la senyora Nickleby i la senyora Micawber són similars a la seva mare. La natura esnob de Pip de Grans esperances també té certa afinitat amb el mateix autor. Dickens va poder haver dibuixat la seva experiència en els nens, però ell n'estava també avergonyit i no revelaria que les seves pròpies narracions venien de la brutícia.
Molt pocs coneixien els detalls de la seva vida fins després de sis anys de mort, quan John Forster va publicar una biografia en la qual Dickens havia col·laborat. Un passat fosc en temps victorians va poder viciar reputacions, així com a alguns dels seus personatges, i aquest era potser el mateix temor de Dickens.

## Llegat

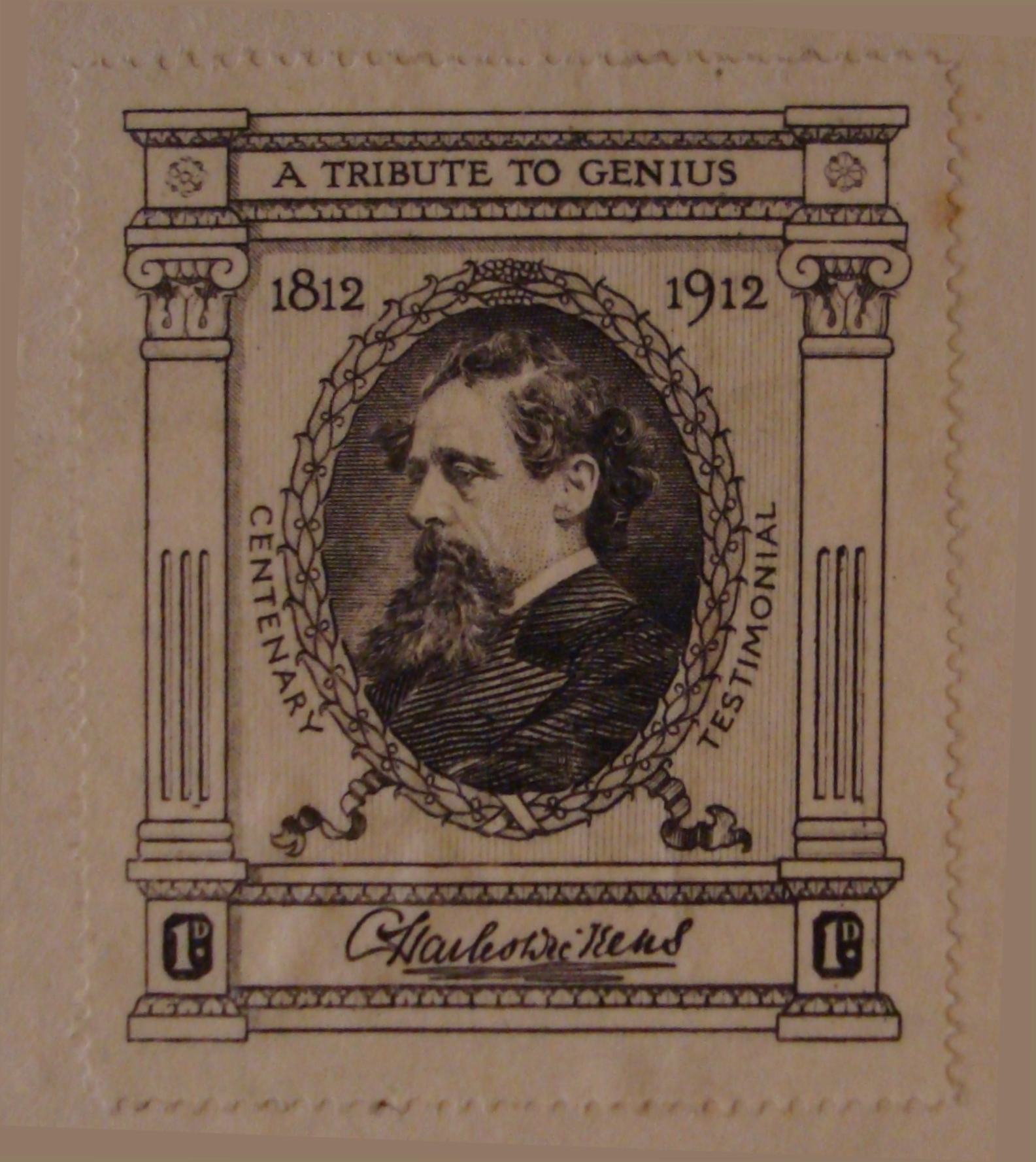
Segell de The Centenary Edition of The Works of Charles Dickens in 36 Volumes

Charles Dickens era una personalitat molt reconeguda i les seves novel·les van ser molt populars durant la seva vida. La seva primera novel·la acabada, Els papers pòstums del Club Pickwick (1837), li va atorgar una immediata fama, que va continuar durant tota la seva carrera. Va mantenir una gran qualitat en tots els seus escrits i, encara que rarament s'apartava del seu típic mètode dickensonià de sempre, provà d'escriure una gran «història» en una manera convencional (la doble narració de la casa desolada en són una notable excepció), va experimentar amb nombrosos temes, caracteritzacions i gèneres. Alguns d'aquests experiments van ser més reeixits que d'altres i l'apreciació pública de les seves obres van variar al llarg del temps. Normalment, s'alegrava de donar als seus lectors el que volien, i la mensual o setmanal publicació dels seus treballs en episodis significava que el llibre podria canviar mentre la història passava segons el gust del públic. Un bon exemple en són els episodis americans de Martin Chuzzlewit, que van ser posats com a resposta de Dickens al més baix preu dels seus primers capítols. En Our Mutual Friend, la inclusió del personatge de Riaj va ser un positiu retrat d'un personatge jueu, després del que va criticar amb Fagin en Oliver Twist.
La seva popularitat va minvar una mica després de la seva mort i és encara un dels més coneguts i més llegits dels escriptors britànics. Almenys 180 pel·lícules i adaptacions per a la televisió basades en els treballs de Dickens ajuden a confirmar l'esmentat èxit. Molts dels seus treballs van ser adaptats per a l'escenari durant la seva vida i ja el 1913 es realitza una pel·lícula muda d'Els papers pòstums del Club Pickwick.
Els seus personatges van ser, sovint, tan memorables, que semblava que havien cobrat vida pròpia. Gamper es va tornar una expressió d'argot per a un para-sol pel personatge de la senyora Gamper, i Pickwickian, Pecksniffian i Gradgrind van entrar als diccionaris a causa dels retrats que els va fer Dickens, com a quixotescos, hipòcrites o insensibles. Sam Weller, l'irreverent i atabalat ajuda de cambra d'Els papers pòstums del club Pickwick, era una primerenca superestrella, potser més conegut que el seu autor al principi. Això passa també en la seva més coneguda novel·la Conte de Nadal, amb noves adaptacions gairebé cada dia. És també la més filmada de les històries de Dickens; moltes versions daten des dels inicis del cinema. Aquest simple conte moralista amb el seu tema de redempció, per a molts, suma tot el veritable significat de Nadal i eclipsa totes les altres històries; no és només popular, sinó que hi ha també figures arquetípiques (Scrooge, Tiny Tim, els fantasmes de Nadal) de la consciència occidental. Conte de Nadal va ser escrit per Dickens en un intent de prevenir un desastre financer com a resultat de les baixes vendes de Martin Chuzzlewit. Anys després, Dickens compartiria que sempre va estar "profundament afectat" en escriure Conte de Nadal i la novel·la rejovení la seva carrera con un reconegut autor.
En un temps en què la Gran Bretanya era el major poder polític i econòmic del món, Dickens va destacar la vida dels pobres oblidats en el cor de l'imperi. Amb el seu periodisme, va fer campanya sobre qüestions específiques, com la higiene i les workhouses, però la seva ficció era probablement l'instrument més poderós per a canviar l'opinió pública sobre les desigualtats de classe. Seguidament va descriure l'explotació i repressió dels pobres i va condemnar les institucions públiques oficials que permetien l'existència d'aquests abusos. La seva més estrident acusació sobre aquestes condicions és en Temps difícils (1854), la seva única novel·la que tracta de la classe obrera. En aquest treball, utilitza tant la virulència com la sàtira per a il·lustrar com aquest marginat estrat social va ser denominat «mans» pels empresaris, és a dir, que no eren realment persones, sinó només apèndixs de les màquines que operaven.
Els seus escrits van inspirar d'altres, en particular, periodistes i figures polítiques, per incloure en les seves agendes aquests problemes d'opressió de classe. Per exemple, les escenes de presó en La petita Dorrit i Els papers pòstums del club Pickwick van ser els primers instigadors en la destrucció de Marshalsea i Fleet Prison. Així com Karl Marx va dir, Dickens i altres novel·listes de l'Anglaterra victoriana «... exhibien al món més veritats socials i polítiques que les que eren pronunciades per polítics professionals, publicistes i moralistes junts...». La popularitat excepcional de les seves novel·les, fins i tot aquelles amb temes d'oposició social (El casalot, 1853, Little Dorrit, 1857, Our Mutual Friend, 1865), subratllaven no sols la seva gairebé natural habilitat per a crear històries urgents i inoblidables personatges, sinó que també asseguraven que els temes públics socials i de justícia que normalment eren ignorats, serien enfrontats.
La seva ficció, amb contínues descripcions de la vida anglesa del segle xix, ha vingut a simbolitzar amb exactitud la societat victoriana (1837-1901) com uniformement "dickensiana", quan de fet, les seves novel·les relaten el període que va de 1770 a 1860. En la dècada següent a la seva mort, ocorreguda el 1870, un més intens pessimisme filosòfic i social es van imposar en la ficció britànica; aquests temes contrastaven amb la fe religiosa que va acompanyar fins i tot la més desolada de les novel·les de Dickens. Posteriors novel·listes de l'Anglaterra victoriana, com Thomas Hardy i George Grissing van ser influenciats per Dickens, però els seus treballs exhibeixen una manca de creença religiosa i retrataven personatges immersos en les forces socials (principalment els de la classe baixa) que estaven destinats a un tràgic final més enllà del seu control.
Els novel·listes continuen influenciats pels seus llibres, per exemple, escriptors com Anne Rice, Tom Wolfe i John Irving evidencien connexions directes amb Dickens. L'humorista James Finn Garner fins va escriure una versió «políticament correcta» d'Un conte de Nadal; de qualsevol manera, Dickens es manté avui com un brillant, innovador i de vegades defectuós novel·lista; les seves històries i personatges s'han convertit no sols en arquetips literaris sinó també en part de la imaginació pública.

## Obres

### Novel·les

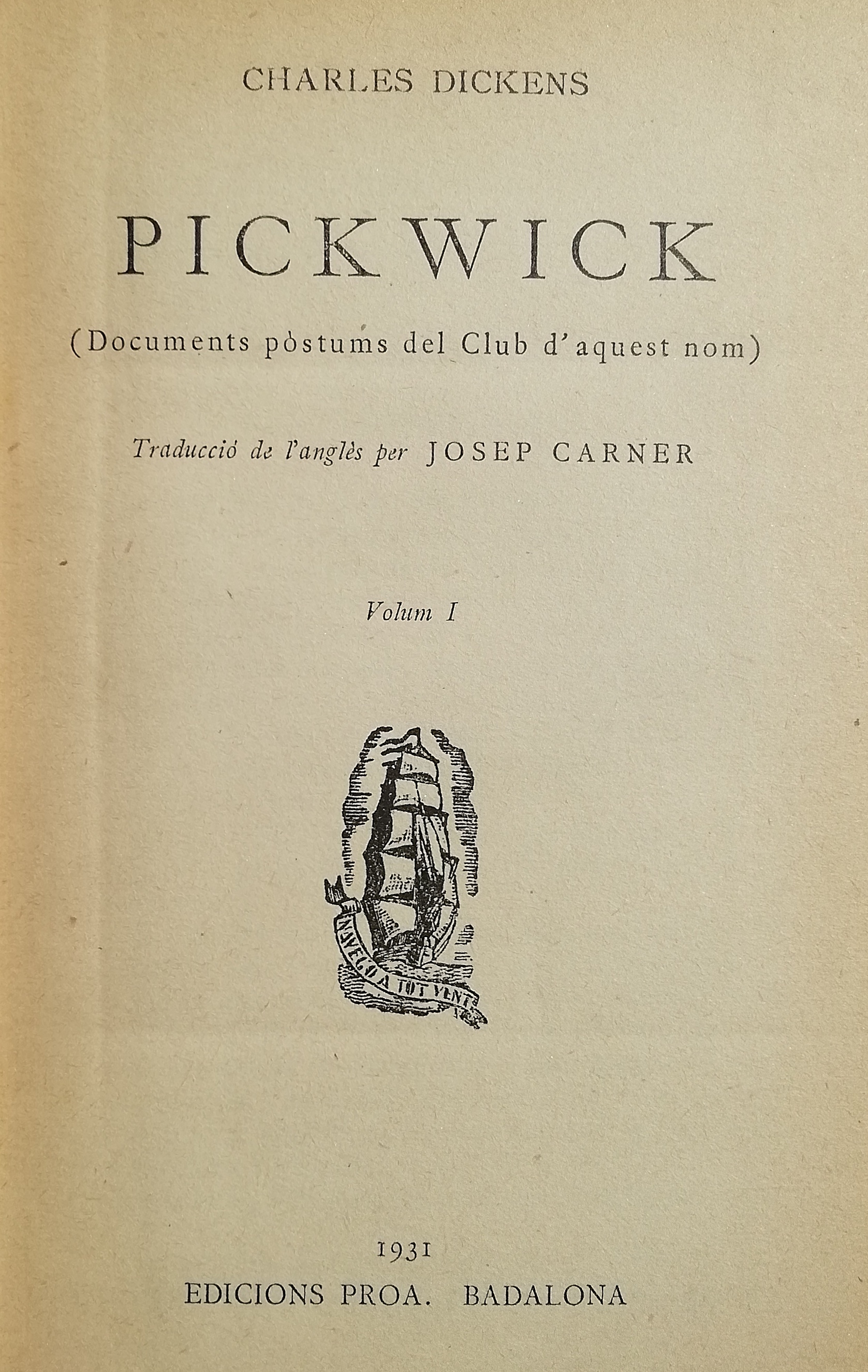
The Pickwick Papers, traducció catalana publicada a Badalona l'any 1931 dins la col·lecció A tot vent

- The Pickwick Papers, traducció catalana publicada a Badalona l'any 1931 dins la col·lecció A tot vent Els papers pòstums del club Pickwick (The Pickwick Papers), 1836-1837[8] va ser la primera novel·la publicada per l'escriptor britànic. És considerada com una de les obres mestres de la literatura anglesa. Inicialment, va ser publicada en fascicles entre l'abril de 1836 i novembre de 1837, i cada un d'aquests es convertia en un esdeveniment literari. En un principi, l'obra havia de ser una narració inspirada en els gravats que havia realitzat Robert Seymour sobre un "club Nimrod" de caçadors còmicament inexperts, però el text no va trigar a imposar-se a la seva il·lustració. A l'entorn del protagonista s'agrupa un club d'extravagants personatges; les peripècies, narrades amb gran sentit de l'humor, poden interpretar-se com una sàtira de la filantropia. La figura més notable de la novel·la, després de la de Pickwick, és la del seu criat Sam Weller.
- Oliver Twist, 1837-1839, és la segona novel·la de l'autor anglès. Es va publicar originàriament com a novel·la de fulletó d'aparició mensual a la revista Bentley's Miscellany, entre febrer de 1837 i abril de 1839. En un principi, l'autor tenia la intenció que formés part d'una obra més extensa, The Mudfog Papers.[9][10][11] Tots els fulletons portaven com a il·lustració un gravat de George Cruikshank.[12] És la primera novel·la en llengua anglesa que té un nen com a protagonista[13] i és també destacable pel seu poc romàntic tractament del món dels criminals i les seves sòrdides vides.[14] El llibre porta el subtítol de The Parish Boy's Progress, una al·lusió tant a The Pilgrim's Progress de John Bunyan com a dos populars caricatures del segle xviii de William Hogarth, "A Rake's Progress" i "A Harlot's Progress".[15] Oliver Twist és una de les primeres novel·les socials de la història de la literatura. Crida l'atenció als seus lectors sobre diversos mals socials de l'època, com el treball infantil o la utilització de nens per a cometre delictes. Dickens es burla de la hipocresia de la seva època tractant aquests temes tan seriosos amb sarcasme i humor negre. La novel·la podria haver estat inspirada per la història de Robert Blincoe, un orfe el relat del qual sobre la duresa de la seva vida com a treballador infantil en un molí de cotó va tenir una gran difusió a la dècada de 1830. Ha estat adaptada en nombroses ocasions per al cinema, la televisió i el teatre musical. S'ha traduït a nombroses llengües.
- Nicholas Nickleby, 1838-1839: novel·la que narra les aventures del protagonista homònim, un orfe que ha de mantenir la seva família i que adopta elements de la novel·la picaresca per explicar com venç els prejudicis del seu entorn i aconsegueix que els seus visquin en pau i respectabilitat.
- The Old Curiosity Shop, 1840-1841, publicada en fulletons entre 1840 i 1841. La novel·la tracta sobre la vida de Nell Trent i del seu avi, que viuen a Londres a la botiga d'Antiguitats. Excepte en unes poques traduccions antigues de dubtosa qualitat i escassa difusió, la novel·la roman inèdita en català, i no hi ha un títol consensuat per a la seva traducció, que comunament passa per ser el de Magatzem d'antiguitats o el de la Botiga d'antiguitats. En realitat, el terme anglès Shop sol traduir-se com a 'botiga' o 'comerç', mentre que Old Curiosity evoca algun article curiós i de certa antiguitat, d'aquí el nom. The Old Curiosity Shop va ser una de les dues novel·les (l'altra és Barnaby Rudge) que Dickens va publicar en fulletons en la seva revista setmanal Master Humphrey's Clock, que es va editar entre 1840 i 1841. Cosa habitual, en acabar els lliuraments, la novel·la es va editar en un sol volum, el 1841. En la seva època, la novel·la causaria gran sensació, sobretot perquè la protagonista de la trama mor al final, en contra dels desitjos del públic de l'època (que s'havia manifestat molt vehementment a favor d'un final feliç): les manifestacions de dolor i rebuig se succeirien per tota Anglaterra, apuntalant al mateix temps la fama de Dickens com a autor, que a partir d'aquesta novel·la va quedar plenament establerta.
- Barnaby Rudge, 1841: ficcionalitza uns avalots reals esdevinguts entre comunitats religioses (els anomenats Gordon Riots), barrejant la trama amb una història de fantasmes i un assassinat de regust gòtic. En aquesta obra, Dickens surt del seu esquema narratiu habitual, pel tractament que fa dels personatges i del gènere.
- Tots els contes de Nadal (Christmas Books):
  - Cançó de Nadal (A Christmas Carol), 1843, és una novel·la curta de caràcter realista-gòtic. S'hi parla de com una persona esquerpa pot canviar la seva actitud per Nadal. Traducció al català de Josep Carner.[16]
  - Les campanes (The Chimes), 1844.
  - El grill de la llar (The Cricket on the Hearth), 1845.
  - La batalla de la vida (The Battle of Life), 1846.
  - L'home maleït que va pactar amb el seu fantasma (The Haunted Man and the Ghost's Bargain), 1848.
- Martin Chuzzlewit, 1843-1844.
- Dombey and Son, 1846-1848.
- David Copperfield, 1849-1850. Igual que la resta de les seves obres (a excepció de cinc), aquesta novel·la va ser publicada en capítols mensuals. Molts elements de la novel·la fan referència a la mateixa vida de Dickens, i és probablement la més autobiogràfica de totes les seves obres. Així també, el mateix Dickens va assenyalar en un pròleg de la novel·la: "de tots els meus llibres, aquest és el que més m'agrada", i després: "com molts pares, tinc un fill preferit, un fill que és la meva debilitat, aquest fill es diu David Copperfield".
- El casalot (Bleak House), 1852-1853, publicada en vint fulletons entre març de 1852 i setembre de 1853. És considerada una de les seves millors i més completes novel·les, i conté un dels més grans, complexos i encastats conjunt meravellós de personatges i subtrames de tota la seva obra. Dickens conta tot això per mitjà de la narració de l'heroïna de la novel·la, Esther Summerson, i d'un narrador omniscient. Entre els personatges memorables, es troba l'advocat Tulkinhorn, l'encantador però depriment John Jarndyce i l'infantil Harold Skimpole. La trama es refereix a una llarga disputa legal (Jarndyce i Jarndyce), que té conseqüències de llarg abast per a tots els involucrats. L'atac de Dickens contra el sistema judicial anglès està en part basat en la seva pròpia experiència com a empleat de lleis. La seva representació dura del procedir lent i antiquat de la Cancelleria dona veu a l'àmplia frustració amb el sistema, i és sovint considerada com una ajuda perquè finalment fos reformat en la dècada de 1870. De fet, Dickens escriu mentre la Cancelleria està reformada, les seves referències a institucions abolides el 1842 i 1852 fer pensar que l'obra en realitat va ser escrita amb anterioritat a 1842. De tota manera, es podria discutir si aquesta datació és coherent amb alguns dels temes de la novel·la.
- Temps difícils (Hard Times), 1854, en la qual es reflecteix l'època plena de la industrialització, en un país plenament afectat per aquesta, com va ser Anglaterra.
- Little Dorrit, 1855-1857, publicada per primera vegada entre 1855 i 1857. L'obra és una sàtira fosca i directa sobre la incompetència del govern de l'època i la hipocresia de la societat victoriana. Bona part de les crítiques de Dickens se centren en les presons de deutors de l'època, presons en què els deutors eren empresonats, sense possibilitat de treballar, fins que d'alguna manera pagaven els deutes; en molts casos, el deutor podia passar dècades a la presó abans de ser amnistiat davant l'evidència de ser incapaç de pagar, o moria a la presó oblidat per tots. Per criticar aquesta situació, Dickens situa bona part de la trama a la presó de deutors de Marshalsea, al marge dret del riu Tàmesi al seu pas per Londres, que és descrita amb gran vivesa, sobretot perquè el mateix pare de l'autor va ser-hi empresonat. Bona part de la resta de les crítiques que Dickens realitza en l'obra se centren en els problemes socials del seu temps: la industrialització i la inseguretat dels treballadors, la incompetent i innecessària burocràcia de la hisenda britànica, per la qual crea el fictici "Departament del circumloqui", la principal missió del qual és "com no fer res", ni deixar fer-ho, la incapacitat de la societat britànica per reconèixer el talent individual, i el menyspreu de les classes altes cap a les baixes i la manca de qualsevol intent d'acostament cap aquestes.
- Una història de dues ciutats (A Tale of Two Cities), 1859, en què es narra la vida al segle xviii, en l'època de la Revolució Francesa. Al mateix temps, la història es desenvolupa en dos països: Anglaterra i França, i en les ciutats de Londres i París, respectivament, en l'època dels inicis de la Revolució Francesa. La primera ciutat simbolitzaria d'alguna manera la pau i la tranquil·litat, la vida senzilla i ordenada, mentre que la segona representaria l'agitació, el desafiament i el caos, el conflicte entre dos mons en una època en la qual s'anuncia dràstics canvis socials.
- Grans esperances (Great Expectations), 1860-1861: la trama gira al voltant d'un misteri en què un mecenes en l'ombra empeny un jove, que mentrestant té una història d'amor amb una noia.
- Our Mutual Friend, 1864-1865, és l'última novel·la completada per l'escriptor anglès Charles Dickens, publicada en fulletons entre 1864 i 1865. En molts aspectes, és una de les seves obres més sofisticades i complexes, combinant una gran profunditat psicològica amb una rica anàlisi social. En un primer cop d'ull, sembla centrar-se, en paraules del crític J. Hillis Miller, en els diners, diners, diners, i el que els diners poden fer de la vida (que és una cita de la mateixa El nostre comú amic, posada en boca de Bella al final del llibre III, capítol IV), però una anàlisi més profunda demostra que, sobretot, se centra en els valors humans i la seva aplicació en la societat victoriana. Per a molts crítics i escriptors com Italo Calvino, la novel·la és una obra mestra absoluta, en la qual un Dickens pessimista, ja madur, demostra tota la força de la seva prosa i inventiva en un autèntic exercici de virtuosisme literari. En el capítol inicial, un home jove es dirigeix a Londres a rebre l'herència paterna, la qual, d'acord amb el testament del seu pare, només podrà rebre si es casa amb Bella Wilf, un jove bonica però a la qual mai ha conegut. No obstant això, abans d'arribar, un cadàver és trobat surant al Tàmesi, i la policia l'identifica com el seu, de manera que se'l dona per mort. L'herència passa llavors a Boffins, inculte obrer del seu pare, no sap llegir, i els efectes d'això s'estenen per tots els extrems de la societat londinenca.
- The Mystery of Edwin Drood (inacabada), 1870.

### Històries curtes
- Per a llegir quan es fa fosc (To Be Read at Dusk), 1852.
- The Long Voyage, 1853.
- A House to Let, 1858.
- The Signal-Man, 1866.
- Novel·la de vacances (A Holiday Romance), 1868.